# Újrafutózás
Az újrafutózás a gumiabroncs felújítását jelenti a futó (az abroncs kopófelületének) lecserélésével. Akkor lehet alkalmazni, ha a futó elkopott, de az abroncs többi része nem sérült. Az, hogy hányszor lehet újrafutózni egy abroncsot, függ az abroncs gyártásakor alkalmazott technológiától és a felhasználási körülményektől is.
A megfelelően előállított újrafutózott gumiabroncsok az újakénak megfelelő minőségűek.

## Az újrafutózás menete
Az újrafutózás lépései a következők:
1. Elsődleges vizsgálat annak megállapítására, hogy alkalmas-e a feldolgozásra az abroncs. Csak azok az abroncsok futózhatók újra, amelyek váza kellően tartós,[2] kopáson kívül más sérülése nincs, és a következő lépéshez szükséges mennyiségű futó még rendelkezésre áll.
2. A futófelület lebontása, megfelelő érdes felület kialakítása, amire az új futófelület felvihető. A kinyert gumi egyéb célra felhasználható.
3. Másodlagos vizsgálat
4. Futófelület és néha oldalfal építése
5. A vulkanizálás során a régi és az új komponensek összeforrnak
6. Végső ellenőrzés. A hibás abroncsokat feldarabolják.

A jó minőségű termékek előállításában nagy kihívást jelent, hogy a feldolgozott abroncsok anyaga nem homogén, így a zajvédelmi, nedves tapadási és gördülő ellenállásra vonatkozó előírások teljesítéséhez (melyek természetesen ugyanazok, mint az új termékeknél) igen körültekintő eljárásokat kell alkalmazni. A BIPAVER (Európai Újrafutózó Gyártók Szövetsége) ezért egyrészt a folyamatok fejlesztésére irányuló projektet indított Újrafutózás 2010 címmel, másrészt szorgalmazzák abroncsgyártási követelmények meghatározását, amik lehetővé tennék minden abroncs legalább egyszeri újrafutózását.

## Elterjedtsége
A technológiát több területen használják, elsősorban olyan területeken, ahol fontos az ár, és az abroncsok gyorsan kopnak. A városi buszokon viszonylag gyorsan elkopnak az abroncsok a folytonos fékezés-gyorsítás és kanyarodás miatt, míg többi részük nem károsodik, ezért nem ritka, hogy egy abroncsot ötször-hatszor is újrafutóznak. A repülőgépfutóművek abroncsait tipikusan 7-9-szer futózzák újra a használat során, és a fuvarozók körében is használják. A tehergépkocsik abroncsait az USA-ban 4-6-szor, Európában kb. 3-szor futózzák újra. Japánban ellenben kifejezetten tilos az újrafutózás.
Az újrafutózás a 2008 előtti években teret veszített Európában is. A személygépkocsik körében az újrafutózás gyakorlatilag megszűnt. Ehhez hozzájárult a termékekkel szembeni vásárlói bizalmatlanság mellett az is, hogy EU-n kívüli gyártók olcsó új termékekkel jelentek meg, amelyek csak kevéssel voltak drágábbak a felújított abroncsoknál. A kirobbanó gazdasági válság nyomán azonban a fuvarozók a költségcsökkentés lehetőségét látva ismét elkezdtek érdeklődni utána. Nagy gumiabroncsgyártó cégek közül is többen beszálltak az iparágba.

## Környezetvédelmi szempontok
Az elhasznált gumiabroncsok óriási hulladéktömeget jelentenek, becslések szerint Magyarországon is évente 40-45 ezer tonnát. Ennek elhelyezése is komoly probléma lenne, emellett az új abroncsok gyártása is sok energiát (kb. 32 kWh/kg) igényel.
Ez a módszer sokkal nagyobb energiamegtakarítással jár, mint akár az anyagában történő, akár energetikai (eltüzelés) felhasználás. Elterjedésének ugyanakkor gátja a jelenleg szűkös kereslet. Több EU-tagállam éppen ezért és saját gazdaságának védelme érdekében előírja újrafutózott abroncsok kötelező használatát. Olaszországban például a fuvarozóvállalatok a beszerzések során legalább 20 százalékban újrafutózott abroncsokat kötelesek vásárolni.